# Comune di Guldborgsund
Il comune di Guldborgsund è un comune danese situato nella regione della Selandia con sede amministrativa nella cittadina di Nykøbing Falster.
Il comune è stato riformato in seguito alla riforma amministrativa del 1º gennaio 2007 accorpando i precedenti comuni di Nykøbing Falster, Nysted, Nørre Alslev, Sakskøbing, Stubbekøbing e Sydfalster.

## Centri abitati
I centri abitati principali del comune sono:
- Nykøbing Falster (16 636)
- Sakskøbing (4 556)
- Sundby (3 233)
- Nørre Alslev (2 352)
- Stubbekøbing (2 196)